# Club de Fútbol Pachuca (féminines)
Maillots
Actualités
Dernière mise à jour : 27 décembre 2024.
Le Club de Fútbol Pachuca Femenil, plus couramment abrégé en CF Pachuca Femenil ou souvent appelé Tuzas, est un club de football féminin mexicain basé à Pachuca.

## Histoire
Lorsqu'en décembre 2016 est annoncée la création d'une ligue professionnelle de football féminin au Mexique, le Club de Fútbol Pachuca, fondé en 1901, recrute officiellement le 14 janvier 2017 pour former une section féminine professionnelle.
Le club joue son premier match officiel le 3 mai 2017, en Coupe de la Ligue, une compétition organisée pour préparer le futur championnat. Les Tuzas gagnent 6 à 1 contre Guadalajara, puis en remportant les deux autres matchs de groupe, elles gagnent la finale 9 à 1 contre le Club Tijuana et remportent leur premier titre.
Lors du premier championnat féminin du Mexique, Pachuca termine à la deuxième place de sa poule, puis retrouve Guadalajara en finale. Après la victoire 2-0 au match aller devant 28955 spectateurs, les Tuzas perdent la finale retour 3-0. Le club devient alors le premier vice-champion de la Liga MX Femenil.
Les saisons suivantes le club sera toujours en haut de tableau, se qualifiant souvent pour la phase finale, où le club atteindra les demi-finales trois fois de suite, lors du tournoi d'ouverture 2018 éliminé par les futures championnes, le Club América, lors des tournois d'ouverture et de clôture 2019.
Lors du tournoi de clôture 2025, Pachuca termine deuxième de la saison régulière, puis atteint la finale de liguilla. Face à l'América, les Tuzas remportent le matche aller 3-0, puis perdent le match retour 0-2, ce qui leur offre leur premier sacre en Liga MX.

## Palmarès
| Compétitions nationales |
| --- |
| - Liga MX Femenil : - Champion : Cl. 2025 - Vice-champion : Ap. 2017, Cl. 2023 - Copa de la Liga MX Femenil (1) : - Vainqueur : 2017 |

## Stades
Le CF Pachuca joue ses matchs à domicile à l'Estadio Hidalgo, qu'il partage avec la section masculine. 